# Singed Wings
Singed Wings (Brasil: Amor Comunicativo , Asas Chamuscadas, em livre tradução) é o título de um filme mudo estadunidense de 1922, estrelado por Bebe Daniels e Conrad Nagel.
É considerado um filme perdido.

## Sinopse
Bonita della Guerda é uma bailarina espanhola que, após ter um sonho no qual é assassinada por um bufão quando declara seu amor por um príncipe, tem receio de que a fantasia se concretize e não revela o amor que sente por Peter Gordon.
Ela conta, com muitos gestos e palavras, o vívido sonho para seu avô, D. José: ela era uma princesa e estava num belo jardim de um palácio como o das histórias fantásticas; as fadas que voam por lá fazem de tudo para que o príncipe e ela se apaixonem e, finalmente, numa tarde, ela sente um braço forte abraçá-la - era o príncipe que, roubando-lhe uma rosa de seus cabelos, a beija e a entrega, fugindo em seguida; o bobo-da-corte, que amava em segredo a princesa, passa justamente na hora em que o príncipe a toma nos braços e, enfurecido pelo ciúme, espera que a moça fique só e alveja-lhe com uma flecha envenenada; mortalmente ferida ela cai na relva do jardim e, ao expirar, entoa uma canção de amor ao príncipe que, ouvindo-a, vai até o lugar onde a amada está morta; seu avô, então, lhe revela que os sonhos dos della Guerda' sempre se tornam verdadeiros.
Bliss Gordon, tio de Peter, apesar de casado, demonstra grande afeição pela moça; isto gera incompreensão por parte de Peter e também por seu antigo admirador, Emilio; ele atua como palhaço no cabaré em que Bonita trabalha, o "Rosa Espanhola". Eve, a esposa de Bliss, na esperança de reconquistar a afeição do marido, imita a dança de Bonita no palco, mas é confundida por Emilio que atira nela. Alucinado, o palhaço comete suicídio após o crime.
Ao ver que o sonho premonitório não se realizou com ela mesma, Bonita não o teme mais, e fica com Peter.

## Elenco

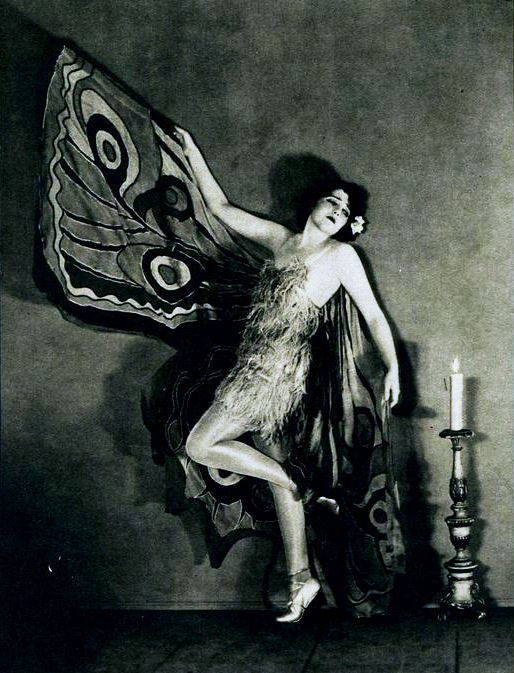
Bebe Daniels, em cena do filme.

- Bebe Daniels, como  Bonita della Guerda (Benita, no Brasil)
- Conrad Nagel, como  Peter Gordon
- Adolphe Menjou, como  Bliss Gordon
- Robert Brower, como Don José della Guerda
- Ernest Torrence, como  Emilio, o bufão
- Mabel Trunnelle, como  Eve Gordon